# Eutropha maculata
Eutropha maculata är en tvåvingeart som beskrevs av Friedrich Hermann Loew 1866. Eutropha maculata ingår i släktet Eutropha och familjen fritflugor. Inga underarter finns listade i Catalogue of Life.